# ESPN 2 (Estados Unidos)
ESPN2 es un canal de televisión por suscripción estadounidense, propiedad de ESPN Inc. que a su vez pertenece a The Walt Disney Company (70%) y Hearst Corporation (30%). 
ESPN2 se creó inicialmente como una contraparte más joven de su cadena matriz ESPN, con un enfoque en los deportes populares entre las audiencias de adultos jóvenes (que van desde eventos principales hasta otros deportes no convencionales), y con una presentación más informal y juvenil que la carena principal. A fines de la década de 1990, este formato se eliminó gradualmente, ya que el canal se convirtió cada vez más en un segundo medio para la cobertura deportiva principal de ESPN.
A partir de noviembre de 2021, ESPN2 llega a aproximadamente 76 millones de hogares con televisión en los Estados Unidos, una caída del 24% desde hace casi una década.

## Historia
ESPN2 inició sus transmisiones el 1 de octubre de 1993 a las 7:30 p. m. hora del este. Su programa inaugural fue el estreno de SportsNight, un programa de noticias deportivas presentado originalmente por Keith Olbermann y Suzy Kolber; Olbermann abrió el programa y el canal dando la bienvenida en broma a los espectadores al "final de nuestras carreras." Lanzándose con un alcance estimado de alrededor de 10 millones de hogares y apodado "The Deuce", ESPN2 pretendía ser un canal más informal y orientado a los jóvenes que la cadena matriz ESPN. La imagen juvenil también se reflejó en su presentación general, que contó con un logotipo con el tema de grafiti y gráficos en el aire.
Su programación inicial incluía programas de estudio como SportsNight, que el presentador Keith Olbermann caracterizó como un paralelo "más ligero" al SportsCenter de ESPN que aún sería "completo, minucioso y extremadamente escéptico", Talk2, un programa de entrevistas nocturno presentado por Jim Rome que se anunciaba como el equivalente a Larry King Live de CNN, Max Out—una serie de antología de deportes extremos transferida de ESPN, y SportsSmash: un resumen de cinco minutos de titulares deportivos que se transmitían cada media hora. ESPN2 también transmitió varios programas de estudio de media hora enfocados en deportes específicos, como NFL 2Night, NHL 2Night, y RPM 2Night. La cobertura del evento se centraría en la transmisión de los principales deportes populares dentro del grupo demográfico de 18 a 34 años, como carreras de autos, baloncesto universitario y hockey de la NHL. (donde, comenzando en la temporada 1993-94, se transmitió hasta cinco juegos por semana bajo el título NHL Fire on Ice), además de cubrir deportes atípicos como el BMX y otros deportes extremos.
ESPN2 también se usaría para mostrar nuevas tecnologías y medios experimentales de transmisión de eventos: el 18 de septiembre de 1994, ESPN2 transmitió en simultáneo el Bosch Spark Plug Grand Prix de CART utilizando solo transmisiones de cámara integrada. En 1995, ESPN2 presentó "BottomLine", un teletipo de noticias persistente que mostraba noticias y resultados deportivos. El BottomLine más tarde sería adoptado por la propia ESPN y todas sus propiedades futuras.
A fines de la década de 1990, ESPN2 comenzó a eliminar gradualmente su formato orientado a los jóvenes y pasó a convertirse en un medio secundario para la programación deportiva principal de ESPN; las transmisiones por televisión comenzaron a adoptar un estilo más convencional y el logotipo "graffiti 2" se eliminó en 2001 a favor de una variación del logotipo estándar de ESPN. Los gráficos en pantalla (como BottomLine) utilizaron un esquema de color azul en lugar de rojo para diferenciarlo de ESPN. El 12 de febrero de 2007, los elementos de marca únicos de ESPN2 fueron eliminados de la mayoría de las presentaciones al aire: la marca ESPN2 ahora se usa únicamente para la identificación de la estación y ya no se usa como parte de la marca de su programación.